# マーク・ハシモト
マーク・A・ハシモト（Mark A. Hashimoto）は、アメリカ合衆国の海兵隊員。階級は海兵隊少将。2021年4月から2024年3月までインド太平洋軍司令官の軍事動員補佐官を務めていた。2018年8月から2021年4月まで海兵隊予備役部隊本部群司令官。